# Jakov Tironi
Jakov Tironi (Trogir, 10. siječnja 1913. - Zagreb, 8. svibnja 2003.), hrvatski veslač. Natjecao se za Kraljevinu Jugoslaviju.
Nastupio je na Olimpijskim igrama 1936. U dvojcu s kormilarom osvojio je 6. mjesto.
Na Europskom prvenstvu 1932. je osvojio zlatnu medalju u osmercu.
Bio je član Gusara i Splita.